# Ruben Brajnin

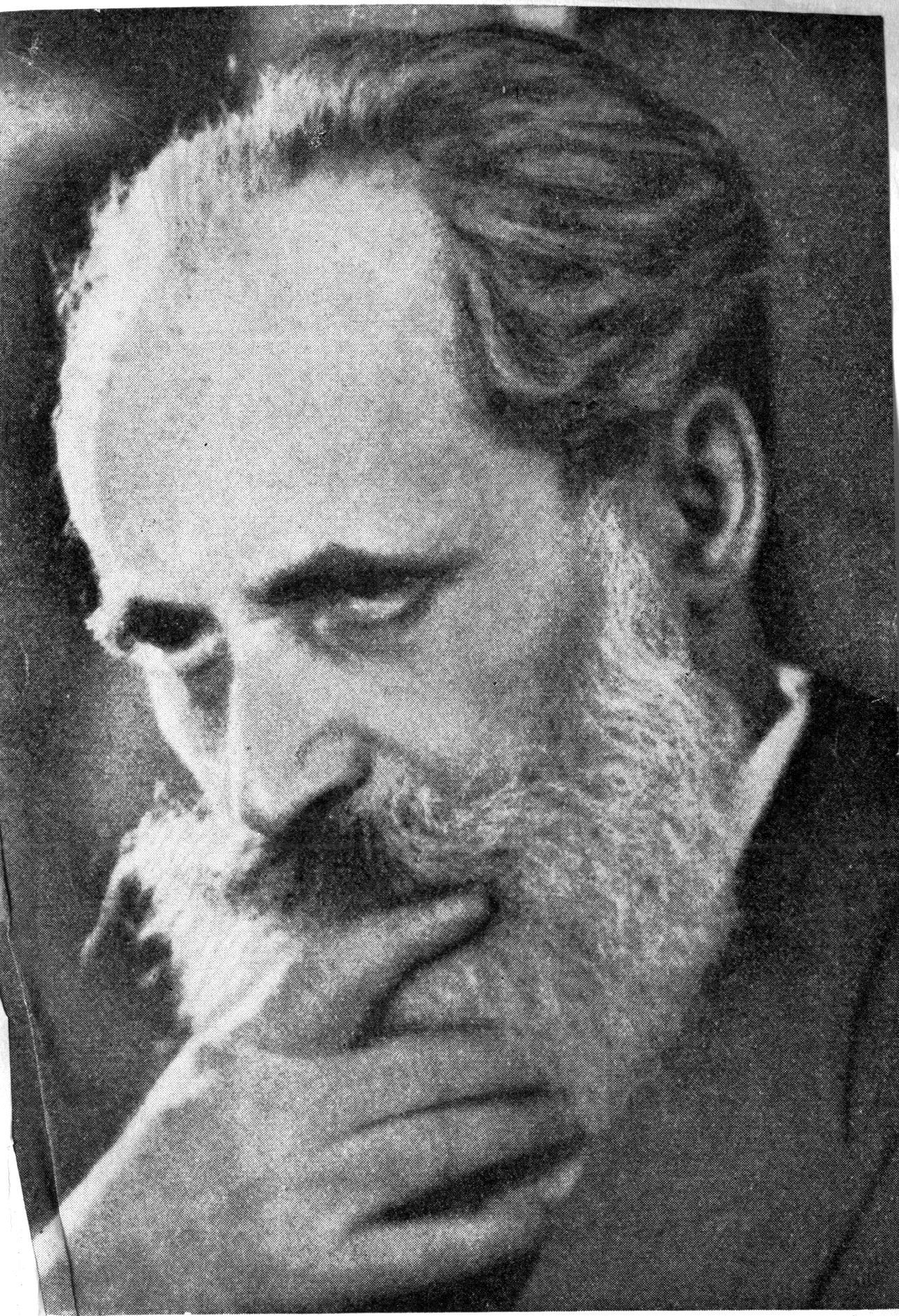
Ruben Brajnin

Ruben Brajnin (hebr. ראובן בריינין, ur. 16 marca 1862, zm. 30 listopada 1939) – żydowski publicysta, biograf i krytyk.

## Życiorys
Urodził się w Ladach na terenie dzisiejszej Białorusi. Był aktywnym członkiem Kadimah (Naprzód!) - żydowskiej organizacji studenckiej promującej żydowski nacjonalizm oraz ideę osiedlania się w Ziemi Izraela (Erec Israel). Działał w Selbstemanzipation Natana Birnbauma.
W 1888 roku w czasopiśmie Ha-melic (nr 59) opublikował swój pierwszy artykuł poświęcony Peretzowi Smolenskinowi. W 1892 roku wyjechał do Wiednia studiować literaturę, w tym samym czasie zaczął wydawać czasopismo Mi-Mizrah u-mi-Maarav (pol. Ze Wschodu i Zachodu). Następnie zamieszkał w Berlinie. Szerokim echem odbił się jego artykuł - krytyka Judy Leib Gordona (miesięcznik Ha-Shiloah, 1896). W Ameryce, dokąd udał się w roku 1909, stworzył tygodnik Ha–Deror. W Kanadzie redagował dwie duże żydowskie gazety: Kanader Adler (którą opuścił w 1915 roku w wyniku konfliktu ideowego z założycielem gazety - Hirschem Wolofskym) oraz Der Weg (1915 – 1916). Po powrocie do Nowego Jorku pracował nad Ha–Toren (1919 – 1925), gdzie opublikował pierwszy tom biografii Herzla.
Szkice biograficzne Moritza Lazarusa, Moritza Güdemanna, Theodora Herzla, Israela Zangwilla, Maxa Nordaua, jak i artykuły "Ilane Sraḳ" (i. 32); "Bar Ḥalafta" (ii. 71); "Dappim Meḳuṭṭaim" (v. 120) opublikował w Ahiasaf.
Wydał trzy tomy swoich dzieł wybranych pod tytułem Ketavim Nivḥarim. Przetłumaczył na język hebrajski esej o Jeremiaszu autorstwa Mortiza Lazarusa oraz Paradoxy Maxa Nordaua. Stworzył około stu szkiców biograficznych żydowskich uczonych oraz pisarzy. Znany był jako zwolennik idei ruchu syjonistycznego. Był żywo zainteresowany żydowską kolonizacją rolniczą na terenie Związku Radzieckiego.
Przyczynił się do założenia Publicznej Biblioteki Żydowskiej w Montrealu w 1914 rok.